# Comodo Cleaning Essentials
Comodo Cleaning Essentials (CCE) — представляет собой набор инструментов компьютерной безопасности, призванный помочь пользователям обнаружить и удалить вредоносные программы и небезопасные процессы с зараженных компьютеров. Состоит из сканера вредоносного кода, а также инструментов Killswitch и Autorun Analyzer. Не требует установки и может работать со сменных носителей, включая USB-флеш-накопитель, CD- или DVD-диск.

## Инструменты
- Сканер вредоносных программ — полностью настраиваемый сканер, который находит и удаляет вирусы, руткиты, скрытые файлы и ключи реестра вредоносных и глубоко скрытых в операционной системе программ. Присутствуют три режима сканирования: «разумное», полное и выборочное.
- Comodo Killswitch (уничтожитель) — инструмент мониторинга системы, который позволяет пользователям идентифицировать, отслеживать и пресекать любые небезопасные процессы, запущенные на их системе. KillSwitch создан на базе программы Process Hacker, но в него добавлены некоторые важные функции, такие как онлайн проверка процессов, уничтожение руткитов и другой замаскированной заразы.
- Comodo Autorun Analyzer (анализатор автозагрузки) — инструмент, позволяющий просматривать, отключать и удалять запускающиеся при старте операционной системы сервисы, приложения и другие компоненты. Позволяет быстро перейти в то место, откуда запускается интересующее приложение/сервис. При необходимости можно скрыть все безопасные элементы автозагрузки, оставив лишь подозрительные (по версии Comodo), затем сформировать запрос о любом приложении/сервисе и отправить его в поисковую систему Google. Данный инструмент является аналогом утилиты AutoRuns.

## Особенности
- Портативный, нет необходимости установки
- Проверяет неопознанные процессы при помощи сервиса Comodo Malware Analysis
- Проверяет MBR на наличие подозрительных модификаций
- Возможность принудительного удаления вредоносных файлов и процессов
- Возможность ведения журнала загрузки системы с помощью KillSwitch